# Yuz Asaf
Cet article traite de l'aspect général du personnage et de ses variantes. Pour son aspect particulier dans l'ahmadisme, voir Yuz Asaf et la christologie ahmadie.

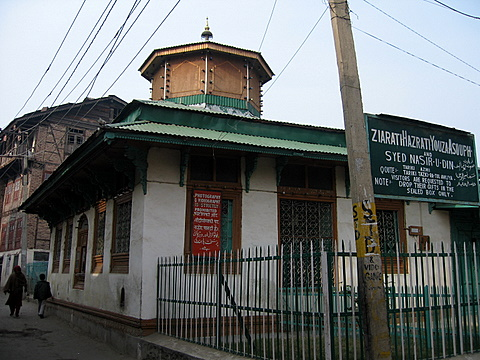
Le sanctuaire Roza Bal (Lieu de la Tombe du Prophète). Sur le panneau : « Tombeau de sa sainteté Jésus (Youza Asouph) et de Syed Nasir-u-din ».

Yuz Asaf est le nom attribué par la tradition ahmadie à un saint homme enterré en Inde dans un tombeau à Srinagar.
C'est l'adaptation ahmadie du personnage de Yuzasaf dérivé de Budhasaf, lui-même dérivé de la légende de Bodhisattva. Les ahmadis identifient ce personnage à Jésus de Nazareth suivant une christologie messianique particulière composée à la fin du XIXe siècle par le fondateur de ce mouvement hétérodoxe musulman, Mirza Ghulam Ahmad. Il aurait alors survécu à sa crucifixion, et, après avoir fait quelques apparitions à ses disciples pour organiser sa prédication, aurait vécu une bonne partie de sa vie en voyageant au-delà de l'Euphrate — Régions où les Romains n'avaient pas le pouvoir de le faire exécuter — et serait mort à un âge avancé à Srinagar.
Il est possible toutefois que Yusasaf soit une déformation du nom Josaphat et que ce Josaphat soit le personnage qui a donné naissance à la légende de Barlaam et Josaphat, reprise dans de multiples cultures différentes. Auquel cas Yusasaf/Josaphat ne serait pas Jésus de Nazareth, mais un personnage ayant le même profil et ayant été converti par Barlaam, un disciple de l'apôtre Thomas. On ignore toutefois s'il a effectivement survécu à une crucifixion, comme des traditions locales le disent.
Les plus anciennes versions de sa légende connues sont écrites en sanscrit, sa vie est racontée en suivant le canevas de la vie du Bouddha, toutefois dans celles-ci, Yuz Asaf n'est pas un « éveillé », mais seulement un bodhisattva, un être promis à l'éveil, mais qui devra finalement vivre encore une réincarnation. Il est possible que Yuzasaf ait été considéré comme une réincarnation de Jésus. Yuzasaf est la forme du nom Josaphat en ourdou, dans les versions bouddhiste, il est appelé Boudasaf, probablement pour exprimer que c'était presque un Bouddha. Dans les versions en arabe, il est aussi appelé Budhasaf. Al-Tabari (839-923) indique que Budasab dans sa première période a appelé le peuple à rejoindre la religion des Sabéens, c'est-à-dire des baptistes antiques, probablement ceux que les hérésiologues chrétiens appellent les Elkasaïtes qui auraient existé à l'est de l'Euphrate à partir de l'an 100 et pourraient avoir joué un grand rôle dans les soulèvements juifs qui s'opposèrent aux armées romaines conduites par l'empereur Hadrien, lui infligeant finalement une défaite stratégique (116).
Dans l'islam, la légende est traduite et adaptée dès le VIIIe siècle par Ibn al-Muqaffa. La première adaptation christianisée a été le récit épique géorgien Balavariani datant du Xe siècle, traduit ensuite en grec (1028), puis en latin (1048).
Le mouvement religieux ahmadis s'appuie sur les traditions selon lesquelles Jésus-Îsâ a été cru mort et a survécu à sa crucifixion, ce qui pour eux est un important signe divin sans avoir besoin de faire appel à une résurrection. Son fondateur, Mirza Ghulam Ahmad, s'est rallié à la proposition selon laquelle Jésus était enterré à Srinagar sous le nom de Yuz Asaf, après que certains de ses partisans soient revenus avec une liste de plusieurs centaines de personnes vivant à Srinagar attestant de la tradition selon laquelle Yuz Asaf était Jésus-Îsâ.

## Origines

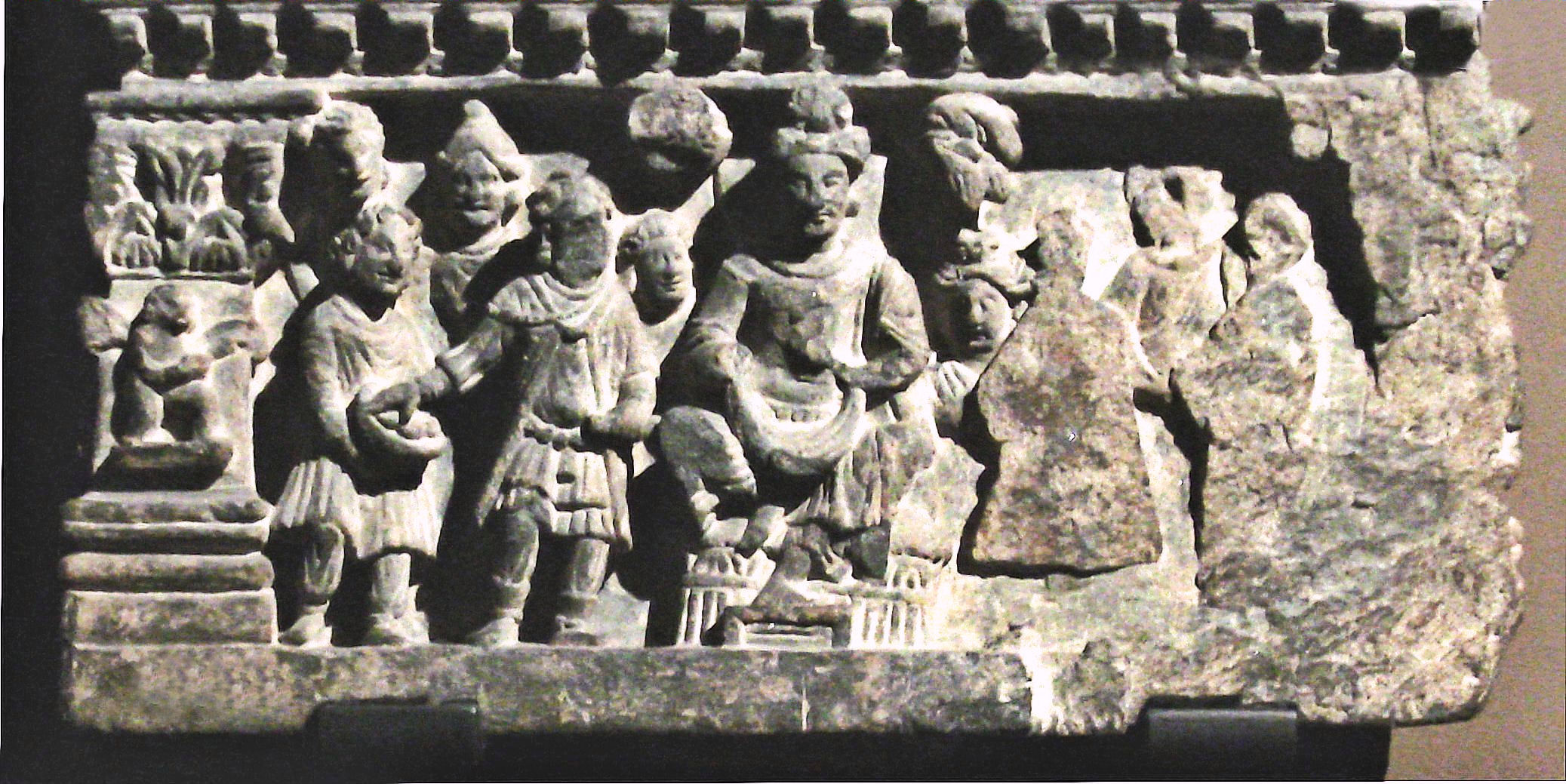
Frise kouchane représentant de Bodhisattva, c. IIIe siècle. Musée Guimet

La transmission de cette histoire semble s'être faite depuis un texte sanskrit du bouddhisme Mahayana[réf. nécessaire] racontant la vie légendaire de Bouddha Gautama. Elle apparait vraisemblablement en Asie centrale vers le IVe ou Ve siècle, ainsi que semblent en témoigner les premières attestations de la légende en sogdien.
La légende originelle paraphrase l'histoire du Bouddha sur le chemin de l'éveil qui, s'étant rendu compte du poids de la souffrance dans la vie humaine quitte le palais de son père. Le personnage principal du récit, « Yuzasaf » en ourdou - dérivé de « bodhisattva » -, est aidé sur son chemin par un sage du nom de « Bilhawar » qui, s'étant introduit déguisé à la cour royale, enseigne le prince sur la délivrance de la souffrance. On trouve très tôt dans ce récit des ajouts chrétiens comme la parabole du semeur de l'évangile selon Marc.

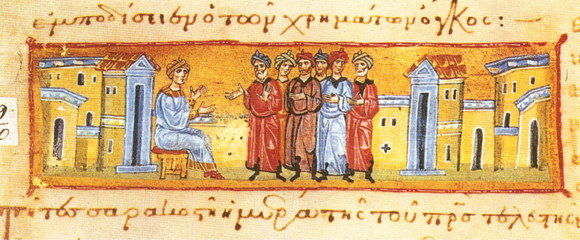
Enluminure du XIIIe siècle figurant Josaphat annonçant son départ. Mont Athos, Iviron cod. 463

La légende a pris place dans la culture musulmane à travers différentes traductions dont un Kitab al-budd, un Kitab Bilawhar wa-Yudasaf et un Kitab Yudasaf mufrad, déjà signalé à Bagdad au VIIIe siècle et peut-être l’œuvre de Ibn al-Muqaffa. Les deux premiers textes seront publiés à Bombay vers 1890.
Dans les récits chrétiens, l'histoire s'inspire également des références à Bouddha Gautama. Sous cette version légendée, il figure sous le nom de Josaphat avec son maître Barlaam, que l'on retrouve dans la première édition imprimée du martyrologe romain (1583).

## Historique
Mirza Ghulam Ahmad, le fondateur de la tradition ahmadie, un mouvement messianique contemporain d'origine musulmane datant de la fin du XIXe siècle dont il se présente comme le prophète, revendique la présence de Jésus de Nazareth au Srinagar dans une composition d'un personnage inspirée de diverses traditions musulmanes, chrétiennes, hindoues voire hébraïques.
À partir de 1904, vraisemblablement dans une dynamique réformatrice d'un islam aussi bien confronté au mouvement hindou Arya Samaj qu'à l'action des missionnaires chrétiens, Ahmad déclare être un avatar de Krishna ainsi que Jésus de Nazareth retourné sur terre comme mahdi. Ce dernier est présenté sous la dénomination de « Yuz Azaf », une adaptation du nom de Yuzasaf, le personnage de légende qui est lui-même dérivé du mot sanscrit « bodhisattva » et puise ses origines dans une légende bouddhiste. Dans cette christologie inédite, Ahmad affirme que Yuz signifie « Jésus » (ou « Îsâ ») et Azaf, « le Rassembleur ».
Ahmad puise également son inspiration dans la littérature mystique médiévale musulmane, particulièrement chez Ibn Arabi de qui il reprend vraisemblablement l'idée de chaine ininterrompue de prophètes inspirés par Dieu - notion au cœur de son Ahmadiyya. C'est dans cette perspective qu'il se présente comme l'ultime élément d'une chaîne débutée avec Mahomet, comme Jésus est le dernier de celle entamée avec Moïse - ce qui lui permet de faire le parallèle entre Jésus et lui-même - s'aliénant les musulmans sunnites pour lesquels un prophète après Mahomet est inconcevable.
Ahmad, pour lequel il est inenvisageable qu'Allah accepte que l'on tue l'un de ses prophètes d'une manière aussi infamante que sur une croix, développe ainsi l'idée selon laquelle Jésus aurait survécu à sa crucifixion, se serait seulement évanoui et aurait été soigné par Allah au moyen d'un onguent connu sous le nom de « pommade de Jésus » (marham-i 'Isâ). Il se serait alors rendu en Inde, à la recherche des tribus perdues d’Israël, et  aurait vécu jusqu'à l'âge de 120 ans à Srinagar au Cachemire. C'est en 1902 que la presse ahmadie fait ses premières manchettes sur la découverte de la tombe de Jésus dans cette ville et que ce dernier est identifié à l'un des personnages enterrés dans le tombeau dit « Roza Bal », une version s'inspirant probablement d'une légende racontant comment Budhasaf était venu au Cachemire accompagné d'un disciple, y était mort et y avait été enseveli.
La tradition de « Budhasaf »/« Yuzasaf »  dont s'inspire le « Yuz Asaf » des ahmadis est également à l'origine de la tradition chrétienne - essentiellement orientale - de « Ioasaph » en grec ou « Josaphat » en latin. Cette légende de la tombe de Jésus au Cachemire a connu un certain renom médiatique en Occident particulièrement à la fin des années 1970, relayée par une série d'auteurs et de journalistes ésotéristes occidentaux.
De nos jours, il serait possible d'analyser les ossements, et d'en tirer les traces ADN, tout comme dater l'inhumation du squelette. Si de l'ADN était retrouvé, il serait même possible d'émettre des hypothèses sur les origines du défunt inhumé en ce lieu. Mais il y a un refus des autorités religieuses ahmadies qui refusent l'ouverture de la tombe, ce qui serait pour ce groupe religieux une violation de sépulture, même si le but serait d'aller dans le sens de la science et de l'histoire. Les autres groupes religieux, comme les Musulmans et les Chrétiens, même s'ils sont sceptiques pour ce qui concerne celui qui serait inhumé en ce tombeau, sont eux aussi opposés à ce que la sépulture soit ouverte, ou plutôt, " profanée ". L'État indien, séculier, est lui aussi attaché à ce que l'intégrité du tombeau soit préservé, pour respecter les croyances religieuses des Ahmadis, qui sont reconnus comme un groupe religieux en Inde. L'État indien suivra donc les recommandations du clergé ahmadis, et n'autorisera aucune fouille, ou ouverture du tombeau. Pour ce qui concerne les Musulmans Sunnites, même s'ils rejettent les préceptes des Ahmadis, ils considèrent en grand nombre que cette tombe est celle d'un dignitaire étranger important, qui peut-être aurait connu le Christ. Certains estiment qu'il s'agit ici de la tombe de l'un des 12 apôtres, ce qui est aussi partagé par certains Chrétiens locaux.       

## Les inscriptions du «Trône de Salomon»
Le temple Jyesteswara, rebaptisé Shankaracharya sous un Maharaja hindou en 1848, se trouve sur la colline « Takht i Suleiman » ou « Trône de Salomon », surplombant le lac Dhal à la hauteur de 350 m. « Situé sur une colline à l'est de Srinagar au Cachemire. Il s'agit d'un sanctuaire qui présente l'apparence d'un donjon entouré d'un rempart fortifié », qui a été construit plusieurs siècles avant notre ère.
Sur ce site, d'après une inscription dédicatoire, le « seigneur Rukun, fils de Murjân » a fait construire par celui qui se présente comme « le très humble Bihisti Zagar », un monument composé de colonnes. Il est ensuite indiqué que ces colonnes ont été construites au moment où « Yuz asaf fit son appel prophétique, l'an 54. Il est aussi Yusu (Jésus), prophète des enfants d'Israël »,. L'auteur de la dédicace a donc jugé que le moment où Yuz asaf aussi appelé « Yusu, prophète des enfants d'Israël » a fait « son appel prophétique » est suffisamment célèbre à son époque dans cette région, pour être un repère chronologique permettant de dater l'érection de ces colonnes.
La construction des colonnes est traditionnellement datée de l'époque où le roi Gopananda — élu sous le nom de Gopadatta — a restauré la tour. Gopananda a régné sur le Cachemire dans la deuxième partie du Ier siècle. Il n'existe pas d'étude archéologique qui pourrait nous en dire plus. Aujourd'hui, seules sont encore lisibles les deux dernières lignes de l'inscription dédicatoire, car elles auraient été vandalisées, mais elle est complète sur des photos prises à la fin du XIXe siècle. Il ne s'agit pas de l'inscription originale, mais d'une traduction en persan ancien effectuée sous le règne du sultan Zein el-Abdeline, vers 874.
Le texte des inscriptions

Le maçon de ce pilier est Bihishti Zargar. Année cinquante quatre.

Khwaja Rukun fils de Murjan a érigé ce pilier.

A ce moment Yuz Asaf a proclamé sa prophétie. Année cinquante quatre.

Il est Jésus, prophète des enfants d'Israël.
Le professeur Fida Hassnain, conservateur des Musées Nationaux du Jammu et Cachemire, est d'avis que le système de datation utilisé ici est l'ère Laukika, un système utilisé spécifiquement au Cachemire et au Penjab, dont il est communément admis qu'elle a commencé en 3076 avant notre ère.
Il expose que « l'ère Laukika a été utilisé exclusivement au Cachemire et au Penjab. Comme cette ère a commencé en 3076 avant l'ère commune, la 54e année mentionnée dans l'inscription serait soit -22 soit 78 apr. J.-C. En effet, comme l'année  « Laukika 1 » commence en 3076 avant notre ère, 30 54 serait -22 et 31 54 serait 78 apr. J.-C. Comme il n'est pas possible pour Jésus Christ d'avoir voyagé au Cachemire en 22 av. J.-C., je prends l'année 78 apr. J.-C. pour être la date exacte de son arrivée. »

## Dans l'ahmadisme

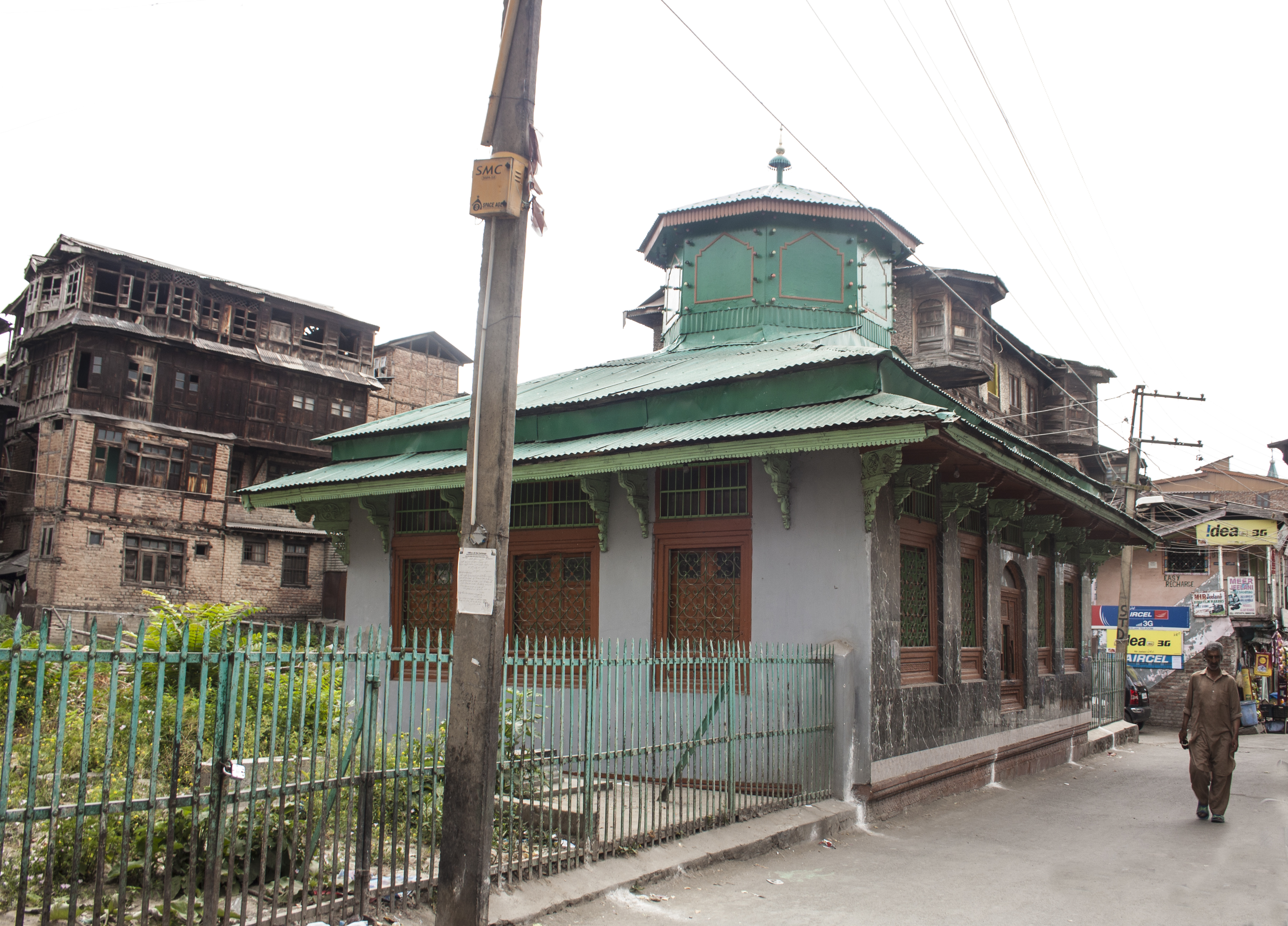
Le sanctuaire « Roza Bal » (Mohalla Khaniyar) Mohalla Khaniyar

Les ahmadis forment une communauté fondée dans les Indes britanniques à la fin du XIXe siècle par Mirza Ghulam Ahmad qui a composé au sein de l'islam une tradition nouvelle.
Les ahmadis développent, depuis cette époque, une christologie particulière composée par leur fondateur. Dans cette christologie, le « Yuzasaf » des récits est décomposé en « Yuz Azaf » pour lequel Ahmad affirme que Yuz signifie « Jésus » (ou « Îsâ ») et Azaf, « le Rassembleur ». « Yuz Asaf » - « Jésus le Rassembleur » - est alors un prophète de Dieu qui aurait été déposé de la croix en état de coma avancé qui aurait fait croire à sa mort, mais qui, une fois soigné serait venu finir sa vie au Kashmir vers l'âge symbolique de 120 ans.
Pour assurer cette croyance, le mouvement s'appuie notamment sur des textes mentionnant Jésus rédigés en Pāli[réf. nécessaire] ou mentionnant Isa-masiha (« Îsâ le Messie »), puisant dans des textes de la culture hindoue, rédigés en sanskrit, dans diverses traditions et récits musulmans - comme le Kitab Bilawhar-wa-Yudasaf publié à Bombay en 1890 -, chrétiens ou hindouistes du Pakistan et du Cachemire ainsi que des publications occidentales du XIXe siècle.
Les ahmadis se réclament également de textes supposés parler de Jésus, comme le Bhavishya Purana, une collection de traditions hindoues de différentes époques publiée à Bombay en 1910 où il est dit qu'un « roi des sakas » appelé « Shalivahana » a une vision sur une montagne couverte de neige où lui apparaît un « fils du Seigneur » (ishaputra) « né d'une vierge » (kumarigarbhasambhava). Cette vision peut faire allusion à Jésus mélangée à des éléments de culte solaire iranien mais c'est seule la tradition ahmadienne qui la transpose au Srinagar et transforme la vision en rencontre physique. En guise de preuve, Ahmad a également fait référence à une inscription persane sur un temple hindou près de la ville où le nom de Yuz Asaf aurait été mentionné mais aurait été effacé et dont il n'existe aucune trace.
En tout état de cause, les ahmadis vouent à Yuz Asaf un culte tout comme aux saints de l'islam autour du tombeau de Roza Bal (à Mohalla Khaniyar) situé à Srinagar.

## Autres traditions
« Yuzasaf » est également le nom du prince Siddhartha (l'éveillé) dans la version arabe de la légende de Barlaam et Josaphat.

### Recherche
- Per Beskow, « Modern Mystifications of Jesus. Jesus in Kashmeer », in Delbert Burkett (dir.), The Blackwell Companion to Jesus, éd. John Wiley and Sons, 2010
- Reem A. Meshal et M. Reza Pirbhai, « Islamic Perspectives on Jesus » in Delbert Burkett (dir.), The Blackwell Companion to Jesus, éd. John Wiley and Sons, 2010
- Yohanan Friedmann, « The Messianic Claim of Ghulad Ahmad », in Peter Schäfer et Mark R. Cohen (dirs.), Toward the Millenium: Messianic Expectations from the Bible to Waco, Éditions Brill, 1998, p. 299-310
- Marc Gaborieau, « Une nouvelle prophétie musulmane : les Ahmadiyya », ch. XXIV : « Réformes socio-religieuses et nationalisme (1870-1948) », in Claude Markovits (dir.), Histoire de l'Inde moderne, 1480-1950, éd. Fayard, 1994, p. 551-552
- Yohanan Friedmann, Aspects of Ahmadis Religious Toughts and its Medieval Background, éd. University of California Press 1989
- Günter Grönbold, Jesus In Indien. Das Ende einer Legende, éd. Kösel-Verlag, 1985
- Nicolas Novotich, Le Christ de Srinagar, la vie inconnue de Jésus Christ en Inde et au Tibet, Le Camion Blanc, 2010.

### Romans et essais
- Gérald Messadié, Jésus de Srinagar, éd. Laffont, Paris, 1995